# José García Martínez-Calín
José García Martínez-Calín, también conocido con el seudónimo Pgarcía, (Valencia, 1932) es un humorista, guionista de televisión, historietista y escritor español.

## Biografía
Pgarcía estudió Ingeniería química, profesión que ejerció ocho años antes de dedicarse completamente al humor. Tomó el seudónimo «Pgarcía», homenajeando a uno de los personajes de P. G. Wodehouse, «Psmith», para su primer trabajo en el diario Las Provincias en 1953, diario en el que coincidiría con Azorín, Wenceslao Fernández Flórez, Julio Camba y Pío Baroja, que también se dedicaban a la literatura humorística. En 1955 paso a trabajar para el semanario Don José.
En 1957 fue nombrado correspondiente de la Academia Española de Humor, que había sido fundada por Enrique Laborde. Dos años más tarde pasó a trabajar para La Codorniz, donde permanecería hasta 1973. Tras pasar por Sábado Gráfico y Ya, fundó la revista El Cocodrilo Leopoldo. En 1975 ayudó a José Ilario a establecer la revista Interviú, que posteriormente, bajo la dirección de Prisa, llegaría a ser una revista de importancia.
En 1989 refundó la Academia Española de Humor, de la que se convertiría en presidente a perpetuidad. Desde allí publicaba la revista La Golondriz (1990) y la colección Biblioteca de La Golondriz, además de realizar una ingente labor académica y de recuperación del humor gráfico español, incluyendo la publicación del Diccionario de humoristas contemporáneos.
Pgarcía ha publicado innumerables artículos, más de 25 000, según La Ciberniz. También han estrenado tres de sus obras de teatro, cuatro de sus guiones han sido filmados y ha publicado más de 30 libros. También ha publicado numerosas historias cortas en colecciones de ciencia ficción y fantasía, entre ellas, en las revistas Cuenta Atrás y Nueva Dimensión. De entre su obra destaca la serie protagonizada por «Gay Flower», un detective gay, que se mueve dentro de una sátira de la novela negra norteamericana, específicamente de las novelas del detective Marlowe, de Raymond Chandler. Las novelas han merecido algún estudio académico, incluyendo a la Universidad de Virginia Occidental (EE. UU.).

## Premios
- Ateneo de Valencia, de Literatura, 1964
- Popular de «Pueblo» en Periodismo de Humor, 1974.
- TP de Oro de Televisión, 1981 por Sabadabadá.
- TP de Oro de Televisión, 1983 por Dabadabadá.
- TP de Oro de Televisión, 1987 por A media tarde.
- Príncipe de Dinamarca de Literatura, 1996.
- Premio Medios de Comunicación del Museo del Humor de Fene, por La Golondriz,1997.
- Premio «Tono» del Ayuntamiento de Madrid, por La Golondriz, 1997.
- Premio de Periodismo de Humor, de la revista Vértice, 1998.
- Legión de Humor, 2001.
- Legión de Humor, 2006.

## Obra

### Gay Flower
- Gay Flower, detective muy privado (1978)
- El nombre es Flower (1982)
- Flower, al aparato (1982)
- Demasiados muertos para Flower (1983)
- Flower en El Calzoncillo Eterno (1983)
- Flower en El Tataranieto del Coyote (1985)
- El Método Flower (1991)
- Flower siempre llama dos veces (1995)
- Flower, blanco y negro (1996)
- Mi nombre es Flower (1997)
- La venganza de Flower (1997)
- Flower, te necesito (1998)
- La cliente de Flower (1999)
- Flower, punto final (2002)

### Otros
- Los mentales (1965)

- El politicón (1972)

- Los chistes de Franco (1977)
- Los chistes de Tejero (1981)
- Los chistes del divorcio (1981)
- ¿Pero hubo alguna vez 800.000 puestos de trabajo? (1984)
- Memorias de Franco (1984)
- Manual del humorismo (1995)
- La leyenda de Fulwider y Trevillyan (1996)
- Memorias de la Finca Roja (1996)
- Fulwider, Trevillyan & Moriarty, Ltd. (1999)
- Diez años de la Academia de Humor (1999)
- La Codorniz declara la guerra a Inglaterra (1999; editor)
- La Golondriz, sucesora de La Codorniz (2000; editor)
- La Codorniz (2001; editor)
- El humor como autoayuda (director)
- Bodas de oro (2003
- Catecismo de la Doctrina Humorística (2004)
- Hombre bestia, bestia hombre (2006)

### Obras de teatro
- Contigo, pan y cianuro (1959)
- La escalera (1960)
- La cama (1961)

### Guiones de películas
- El padrino y sus ahijadas, Fernando Merino (1973)
- Bienvenido Mr. Krif, Tulio Demicheli (1974)
- La casa, Angelino Fons (1974)
- Yo fui el rey, Rafael R. Marchent (1974)